# Qnidlet
Qnidlet ou Knidlet (en arabe : قنيدلات) est une pâtisserie algérienne.

## Description

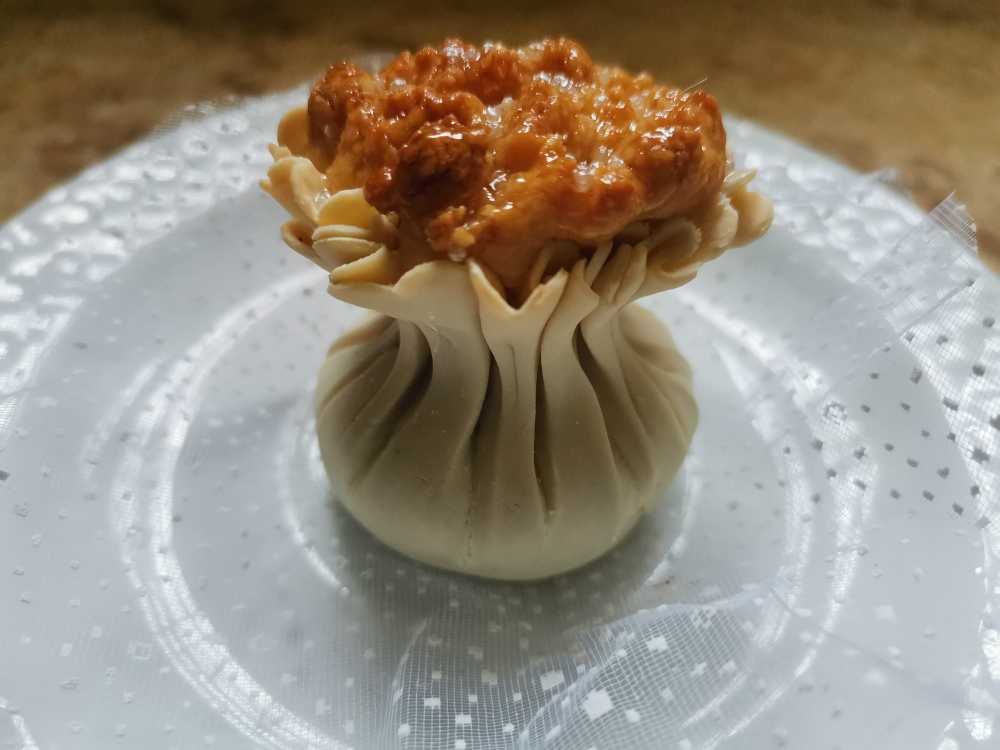
Knidlet avec une décoration classique.

La Qnidlet est une pâtisserie traditionnelle algérienne ancienne,, sous forme de godet (ou lampion) rempli d'une farce (âakda). Dans sa version la plus prestigieuse, la farce est constituée d'amandes qui peuvent être remplacées par des noix ou des cacahuètes.
Ce gâteau est l'un des plus anciens gâteaux algériens, introduisant dans sa confection l'utilisation d'une pâte fine et craquante. Cette pâte doit être respectée pour que le gâteau garde sa forme pendant la cuisson et ne cède pas sous l'effet de la chaleur du four.

## Décoration
La décoration des Qnidletes ne s'éloigne pas trop du modèle classique qui repose sur une pâte fine et blanche. Cette pâte est parfois colorée pour créer un petit contraste, et des perles multicouleurs ou argentées sont également utilisées pour ajouter une touche de couleur.